# نبيذ موسكاتو كوت أستي

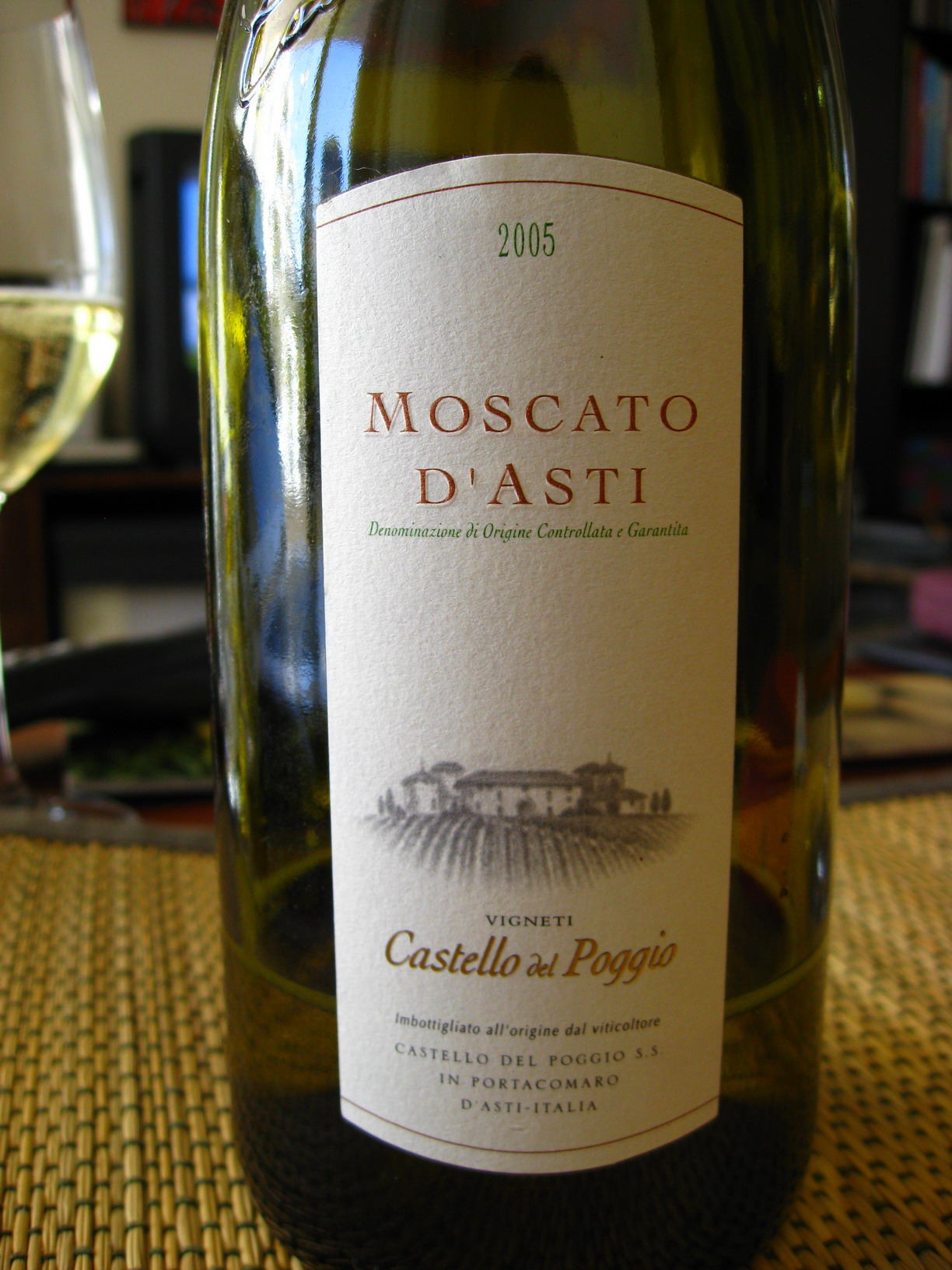
زجاجة نبيذ موسكاتو كوت أستي

موسكاتو كوت أستي (بالإيطالية: Moscato d'Asti) نوع من أنواع النبيذ الإيطالي، نبيذ أبيض فوار يصنع على وجه الخصوص في مقاطعة أستي، شمال غرب إيطاليا، وبشكل اقل في المناطق القريبة من مقاطعة ألساندريا ومقاطعة كونيو. انه نبيذ حلو منخفض نسبة الكحول، ويقدم في الكثير من الأحيان مع الحلوى. يصنع من عنب بيانكو موسكاتو.